# Irina Kuleschowa-Kowrowa
Irina Kuleschowa-Kowrowa (russisch Ирина Кулешова-Коврова, wiss. Transliteration Irina Kulešova-Kovrova; * 4. Januar 1962 in Moskau) ist eine ehemalige sowjetische Eisschnellläuferin.

## Werdegang
Kuleschowa-Kowrowa wurde im Jahr 1987 sowjetische Meisterin im Sprint-Mehrkampf und kam zudem bei sowjetischen Mehrkampf-Meisterschaften einmal auf den dritten sowie zweimal auf den zweiten Platz. International trat sie erstmals bei den Junioren-Weltmeisterschaften 1979 in Grenoble in Erscheinung, wo sie den 17. Platz im Mini-Mehrkampf errang. In der Saison 1979/80 belegte sie bei ihrer ersten Teilnahme an Olympischen Winterspielen im Februar 1980 in Lake Placid den 20. Platz über 1000 m sowie den zehnten Rang über 500 m und bei der Sprintweltmeisterschaft 1980 in West Allis den fünften Platz. Vier Jahre später lief sie bei den Olympischen Winterspielen 1984 in Sarajevo mit einer Zeit von 41,7 Sekunden auf den vierten Platz über 500 m und verpasste um 0,2 Sekunden eine Medaille. Zudem wurde sie bei der Sprintweltmeisterschaft 1984 in Trondheim Vierte und zwei Jahre später bei der  Sprintweltmeisterschaft in Karuizawa Zwölfte. In der Saison 1986/87 startete sie im Eisschnelllauf-Weltcup und kam mit acht Top-Zehn-Platzierungen, darunter in Berlin dritte Plätze über 500 m sowie 1000 m, auf den neunten Platz in der Weltcupwertung über 500 m. Bei der Sprintweltmeisterschaft 1987 in Québec erreichte sie den 14. Platz. In ihrer letzten Saison 1987/88 nahm sie nochmals an vier Weltcupläufen teil, wobei der vierte Platz über 500 m in Davos ihr bestes Ergebnis war.

## Erfolge

### Olympische Spiele
- 1980 Lake Placid: 10. Platz 500 m, 20. Platz 1000 m
- 1984 Sarajevo: 4. Platz 500 m

### Sprint-Weltmeisterschaften
- 1980 West Allis: 5. Platz Sprint-Mehrkampf
- 1984 Trondheim: 4. Platz Sprint-Mehrkampf
- 1986 Karuizawa: 12. Platz Sprint-Mehrkampf
- 1987 Quebec: 14. Platz Sprint-Mehrkampf

## Persönliche Bestleistungen
| Disziplin | Zeit        | Datum             | Ort    |
| --------- | ----------- | ----------------- | ------ |
| 500 m     | 40,13 s     | 21. Dezember 1985 | Almaty |
| 1000 m    | 1:21,97 min | 21. Dezember 1985 | Almaty |
| 1500 m    | 2:10,71 min | 10. Januar 1987   | Davos  |
| 3000 m    | 4:52,90 min | 25. Oktober 1986  | Moskau |